# جمهوری پیزا
جمهوری پیزا (به ایتالیایی: Repubblica di Pisa) یک منطقهٔ مسکونی در ایتالیا است که در توسکانی واقع شده‌است.

## نگارخانه

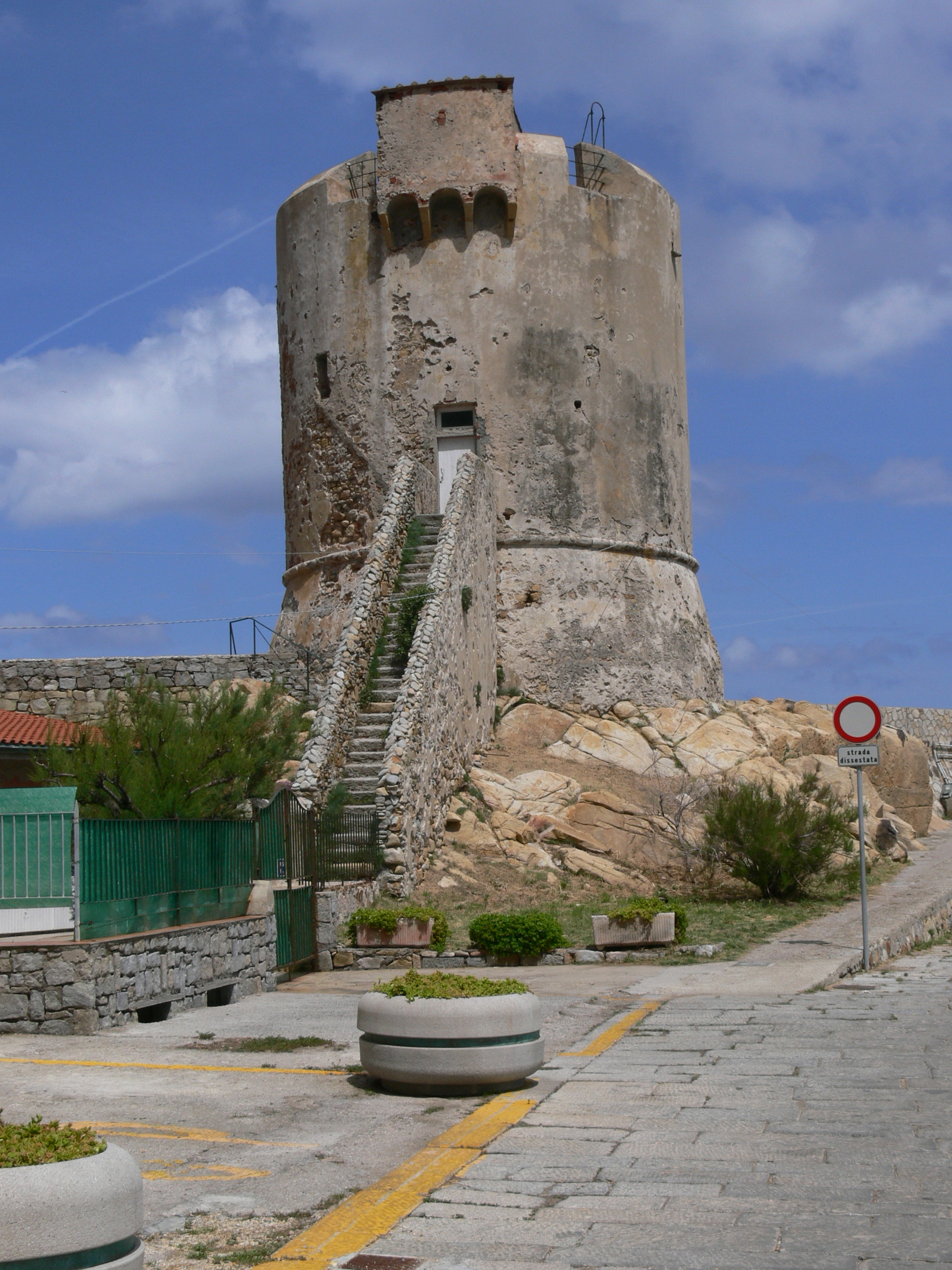
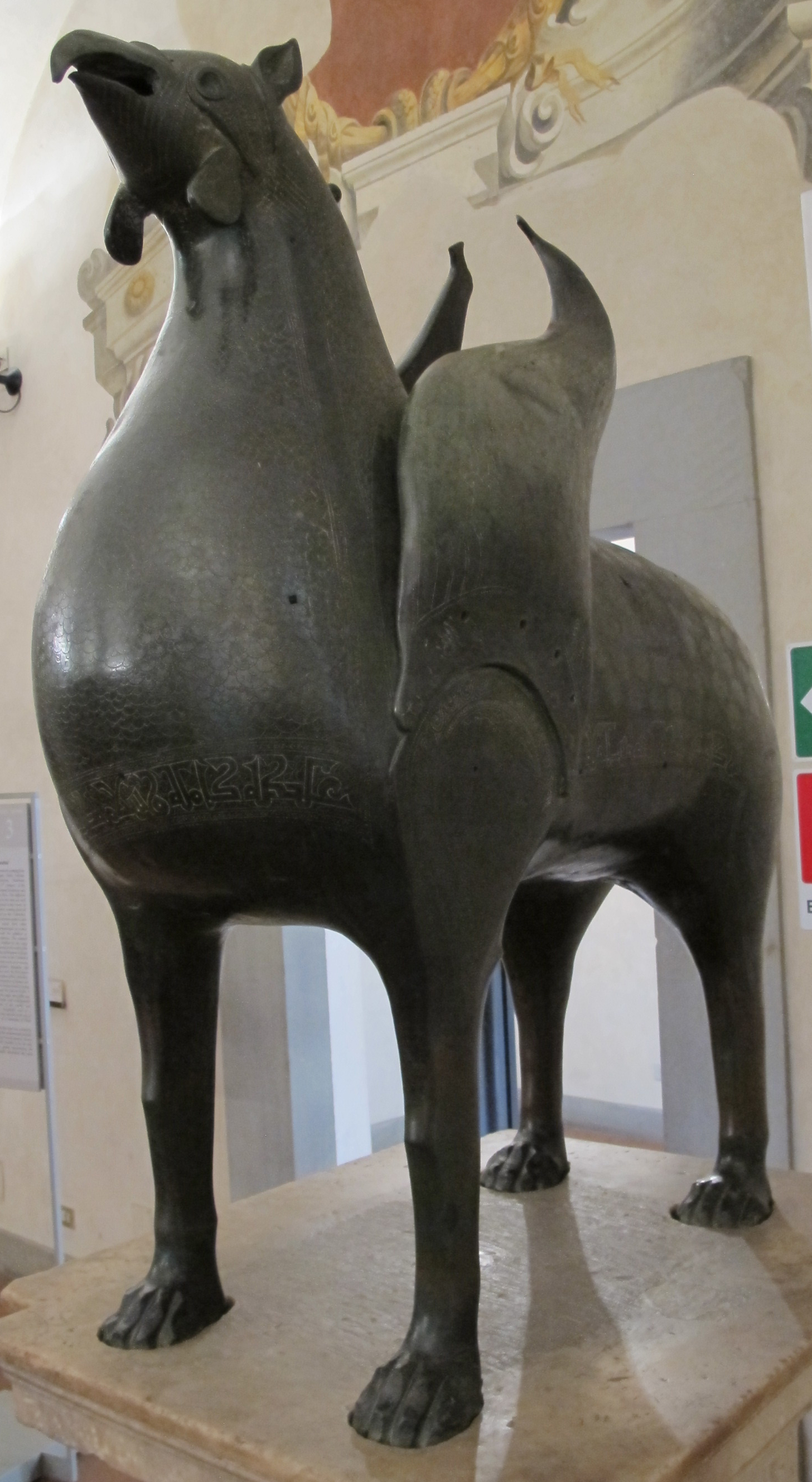
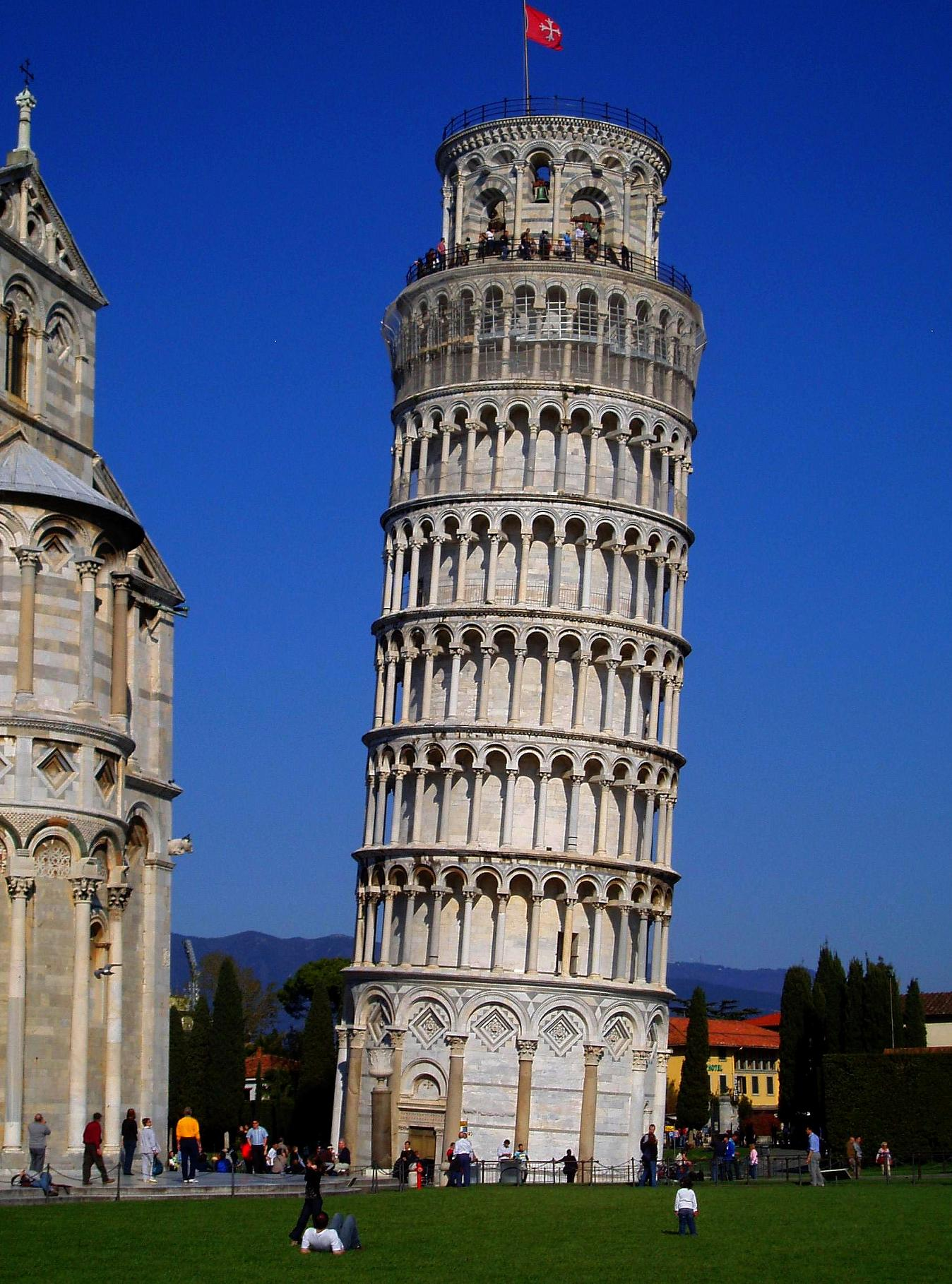